# Attilio Maldera
Attilio Benedetto Maldera (Corato, 18 aprile 1949) è un allenatore di calcio ed ex calciatore italiano, di ruolo difensore.
Era indicato anche come Maldera II per distinguerlo dal fratello maggiore Luigi e dal minore Aldo.

## Caratteristiche tecniche
Era in grado di ricoprire tutti i ruoli della difesa.

## Carriera
Giocò 68 partite in Serie B con Cesena, Alessandria e Bari. Dopo il ritiro allenò le giovanili del Milan.

## Palmarès

### Giocatore

#### Competizioni nazionali
- Coppa Italia Semiprofessionisti: 1

Alessandria: 1972-1973
- Campionato italiano Serie C: 2

Alessandria: 1973-1974 (girone A)
Bari: 1976-1977 (girone C)